# Miksa
Miksa ist als ungarische Form von Maximilian ein ungarischer männlicher Vorname.

## Bekannte Namensträger

### Vorname
- Miksa Déri (1854–1938), ungarischer Elektrotechniker
- Miksa Falk (1828–1908), ungarischer Publizist und Politiker
- Miksa Fenyő (1877–1972), ungarischer Schriftsteller, Journalist und Politiker
- Miksa Hantken (1821–1893), österreichisch-ungarischer Geologe, Paläontologe und Montanist
- Miksa Weiß (1857–1927), Schachmeister aus Österreich-Ungarn

### Familienname
- Gerhard Miksa (* 1935), deutscher Fußballspieler